# 조성형
조성형(1966년~)은 대한민국에 뿌리를 두고 독일에서 생활 및 근무 중인, 수상 경력이 있는 독일의 영화 제작자, 감독, 편집자, 교수이다. 다큐멘터리 《북녘의 내 형제 자매들》이라는 작품을 찍기위해 2012년 독일 시민권을 받았다.

## 생애
조성형은 1966년 부산에서 태어나 부산에서 자랐다. 5살 때 어머니는 서독으로 건너가 그곳에서 간호사로 일했다. 조성형은 연세대학교 Mass Communications Studies 학사 학위를 수료하였다. 1990년 마르부르크 대학교에서 예술사 문학 석사, 미디어학, 철학 부문에서 박사 학위를 추구하고자 독일 마르부르크로 건너갔다.
2004년부터 2007년까지 SAE 인스티튜트에서 편집, 다큐멘터리, 극작을 가르쳤고 2008년부터 2009년까지 다름슈타트 공대의 조교로 있었다. 2010년에는 조교수로 일했다. 2011년 이후로 독일 자르브뤼켄 University for Visual Arts of Saar에서 The Art of Film/Movie Making 정식 교수로서 교육하고 있다.

## 선별 영화
선별 영화는 다음과 같다.

### 감독 및 편집
- 풀 메탈 빌리지 (2006년)
- 홈 프롬 홈 (2011년)
- 그리움의 종착역 (2012년)
- 평양연서 (2015년)
- 남북미생 (2015년)
- 북녘의 내 형제 자매들 (2016년)

### 단독 편집
- Freudenhaus (2001년)
- Verirrte Eskimos (2003년)
- Parzifal in Isfahan (2004년)

## 수상 및 후보

### 수상
- 2006: Schleswig-Holstein Film Award for Full Metal Village
- 2006: Hessian Film Award for Full Metal Village
- 2007: Max Ophüls Award for Full Metal Village as first documentary ever
- 2007: Guild of German Art House Cinemas Award for Full Metal Village
- 2007: Award for advancing of upcoming artists of the DEFA Foundation

### 후보
- 2007 Golden Eye Award Zurich Film Festival for Full Metal Village